# Підберези
Підбере́зи (рос. Подберёзы) — присілок у складі Слободського району Кіровської області, Росія. Входить до складу Шиховського сільського поселення.
Населення становить 12 осіб (2010, 8 у 2002).
Національний склад станом на 2002 рік — росіяни 100 %.